# Oli de llavors de te
Loli de llavors del te és un oli comestible que s'extreu per premsada de les llavors de diverses plantes del gènere del te, Camellia: principalment Camellia oleifera però també de Camellia sinensis o Camellia japonica.
El color d'aquest oli és ambre verdós pàl·lid. Amb una aroma dolça herbosa.
No s'ha de confondre amb els que en anglès es coneix com a Tea tree oil (o melaleuca oil), que és un oli essencial no comestible extret de l'espècie Melaleuca alternifolia, i que és medicinal

## Ús
Té una temperatura on comença a fumejar de 252 °C, que és relativament alta, i es fa servir, per a cuinar, a províncies del sud de la Xina com la de Hunan. Al Japó s'extreu de les llavors de Camellia japonica.
Com l'oli d'olival s'emmagatzema molt bé i també baix contingut de greix saturat. En l'oli de llavors de te l'àcid oleic representa el 88% dels àcids grassos i no té greixos trans. A més dels usos culinaris se'n fan sabons, lubricants, pintures, etc.